# Lasiocladus anthospermifolius
Lasiocladus anthospermifolius är en akantusväxtart som beskrevs av Boj. och Christian Gottfried Daniel Nees von Esenbeck. Lasiocladus anthospermifolius ingår i släktet Lasiocladus och familjen akantusväxter.

## Underarter
Arten delas in i följande underarter:
- L. a. humbertii
- L. a. linearifolius
- L. a. mollis